# Gottfrid Wennerström
Klas Gottfrid Wennerström, född 20 januari 1891 i Nyköping, död 2 februari 1948 i Nybro, var en svensk  målare och träskulptör.
Han var från 1915 gift med Signe Elna Maria Blomquist. Wennerström vistades i sin ungdom i Danmark och fick troligen sin konstnärliga utbildning där. Han anställdes därefter som träsnidare vid ett företag i Nybro. Han debuterade med träskulpturer på en samlingsutställning i Kalmar 1927 och han medverkade med oljemålningar och träskulpturer på Liljevalchs konsthalls höstsalong 1934 samt i utställningar med provinsiell konst. Bland hans offentliga arbeten märks den snidade entrédörren till Nybro kyrka.  